# Rocket Man (film, 1997)
Pour les articles homonymes, voir Rocket Man.
Pour plus de détails, voir Fiche technique et Distribution.
Rocket Man ou L'Homme-fusée au Québec (Rocket Man) est un film américain réalisé par Stuart Gillard et sorti en 1997.

## Fiche technique
- Titre original et français : Rocket Man (également graphié RocketMan)
- Titre québécois : L'Homme-fusée
- Réalisation : Stuart Gillard
- Scénario : Craig Mazin, Greg Erb d'après une histoire imaginée par Craig Mazin, Greg Erb et Oren Aviv
- Photographie : Steven Poster
- Musique : Michael Tavera
- Pays d'origine :  États-Unis
- Format : Couleurs - 1,85:1 - son stéréo
- Genre : Comédie, Science-fiction
- Durée : 95 minutes
- Dates de sortie : 
  - États-Unis : 10 octobre 1997

## Distribution
- Harland Williams (VQ : Carl Béchard) : Fred Z. Randall
- Jessica Lundy (VQ : Anne Bédard) : Julie Ford
- William Sadler (VQ : Jean-Marie Moncelet) : « Wild Bill » Overbeck
- Jeffrey DeMunn (VQ : Jean-Luc Montminy) : Paul Wick
- James Pickens Jr. (VQ : Hubert Gagnon) : Ben Stevens
- Beau Bridges (VQ : Marc Bellier) : Bud Nesbitt
- Peter Onorati (VQ : Mario Desmarais) : Gary Hackman
- Paxton Whitehead : le journaliste britannique
- Franklin Chang-Díaz : le scientifique de la NASA
- Shelley Duvall : Mrs. Randall
- Gailard Sartain : Mr. Randall

Source: Doublage.qc.ca